# Área Botánica del Parque Waterfront
El Área Botánica del Parque Waterfront (en inglés : Waterfront Park Area o también The University of Vermont's Waterfront Park area) es jardín botánico de exhibición de All America Selections en Burlington, Estados Unidos.

## Localización
Se encuentra en una zona bioclimática (USDA Zonas 4 y 5) situada tan al norte como Nueva Inglaterra, Nueva York, y el este de Canadá. 
The University of Vermont's Waterfront Park area, Burlington, Chittenden County, Vermont VT 05851 United States of America-Estados Unidos de América
Planos y vistas satelitales44°28′0″N 73°9′0″O / 44.46667, -73.15000
Está abierto al público en los meses cálidos el año. 

## Historia
El área botánica en el parque Waterfront surgió de un esfuerzo de colaboración entre el "Burlington Department of Parks and Recreation" y la Universidad de Vermont.

## Colecciones
Los jardines botánicos del parque cultivan varios lechos de flores perennes y de flores anuales. 
Estos jardines son también el lugar oficial de exhibición de los programas del All America Selections.